# Danh sách bản phân phối Linux
Dưới đây là danh sách các bản phân phối Linux.

Tiến trình phát triển các bản phân phối Linux khác nhau.

## A
- Arch Linux
- Asianux
- AndLinux
- Android

## B
- BeatrIX
- Bonzai Linux

## C
- Canaima OS
- CMC linux
- Cent OS
- Chrome OS

## D
- Damn Small Linux
- Damn Vulnerable Linux
- Debian

## E
- Easys
- Edubuntu

## F
- Fedora Core
- Flash Linux

## G
- Gentoo Linux
- Gnoppix
- Chrome OS
- Fenix Vietnam

## H
- Hồng kỳ Linux
- HáCảo Linux

## I
- iPodLinux

## J
- Java Desktop System

## K
- Knoppix
- Kubuntu

## L
- Linspire
- Linux XP
- LXDE
- Linux Mint

## M
- Mandriva Linux
- Manjaro Linux
- MCNLive

## N
- NUbuntu
- NepaLinux
- NovaOS

## O
- Onebase Linux
- Open Wall Linux
- OpenWrt

## P
- Puppy Linux
- PCLinuxOS

## Q
- QiLinux

## R
- Red Hat Linux
- Red Hat Enterprise Linux
- Red Star OS

## S
- SLAX
- Slitaz GNU/Linux
- SUSE Linux
- SteamOS
- Sailfish OS

## T
- Teendows Linux
- Tinfoil Hat Linux
- Tiny Core Linux
- Trustix
- Tuga
- Turbo Linux

## U
- Ubuntu
  - Kubuntu
  - Lubuntu
  - Ubuntu Budgie
  - Ubuntu Kylin
  - Ubuntu MATE
  - Ubuntu Touch
  - Xubuntu
- Ultimate Edition

## V
- Vacarm Linux
- Vector Linux
- Vietkey Linux
- VnlinuxEDU

## X
- Xandros

## Y
- Yellow Dog
- YOPER